# Hanna Mamzer
Hanna Maria Mamzer (ur. 8 grudnia 1973) – polska socjolog. 

## Działalność naukowa
Pracuje na stanowisku adiunkta w Zakładzie Socjologii Kultury i Cywilizacji Współczesnej na Wydziale Nauk Społecznych Uniwersytetu im. Adama Mickiewicza w Poznaniu (od 2001).
Ukończyła studia magisterskie w Instytucie Psychologii UAM. W 2001 uzyskała doktorat w Instytucie Socjologii UAM pod opieką Mariana Golki przedkładając pracę Budowanie tożsamości w warunkach kontaktów wielokulturowych (publikowaną w latach 2001 i 2003). W 2010 uzyskała stopień dra habilitowanego.
Zajmuje się zagadnieniami związanymi z przemianami współczesnej kultury, socjologicznymi aspektami tożsamości, problematyką wielokulturowości oraz socjologią refleksyjną stawiającą sobie za cel interdyscyplinarne łączenie wątków z różnych dziedzin humanistyki. 
Stypendystka tygodnika Polityka (Stypendium dla Młodych Naukowców); fundacji Fulbrighta, Central European University, British Council, Programu Socrates-Erasmus, European University Institute we Florencji, Fundacji im. Stefana Batorego i Fundacji Uniwersytetu im. Adama Mickiewicza. 
Prowadziła wykłady gościnne za granicą (w Stanach Zjednoczonych, Meksyku, Holandii, Ameryce Południowej, Wielkiej Brytanii, Czechach, na Węgrzech i Białorusi) w ramach projektu Socrates Erasmus.
W 2010 przewodniczyła Radzie Młodych Naukowców przy min. Barbarze Kudryckiej, która jako ciało doradcze resortu opiniowała rozstrzygnięcia prawne dotyczące sektora polskiej nauki oraz uczelni. Przewodnicząca Interdyscyplinarnego Zespołu ds. Wspomagania współpracy Międzynarodowej przy Ministerstwie Nauki i Szkolnictwa Wyższego.

## Wybrane publikacje
Autorka książek:
- Tożsamość w podróży. Mamzer, H. (2002, 2003). Poznań: Wydawnictwo Naukowe UAM.
- Poczucie bezpieczeństwa ontologicznego. Uwarunkowania społeczno-kulturowe, Wydawnictwo Naukowe UAM, Poznań 2008, s.322

(Współ)redaktorka (i współautorka):
- Rola świadomości w świecie ponowoczesnym, Wojciech Kulesza, Hanna Mamzer (red). Warszawa 2009, Wydawnictwo Szkoły Wyższej Psychologii Społecznej „Academica”
- Czy klęska wielokulturowości? H.Mamzer (red) (2008). Poznań. Wydawnictwo Naukowe Humaniora.
- Refleksje nad fenomenem zaufania H.Mamzer, T.Zalasiński (red) (2008). Poznań. Wydawnictwo Naukowe UAM.
- W poszukiwaniu tożsamości. Humanistyczne rozważania interdyscyplinarne H.Mamzer (2007) (red.)  Poznań: Wydawnictwo Naukowe UAM.
- Formy przemocy w kulturze współczesnej H.Mamzer (2006) (red.) Poznań: Wydawnictwo Naukowe UAM.
- Kultura przyjemności? Eseje kulturoznawcze J.Grad, H.Mamzer (2005) (red.)Poznań: Wydawnictwo Naukowe UAM.
- Ludyczny wymiar kultury H.Mamzer, J.Grad (2004) (red.) Człowiek i Społeczeństwo, nr 22/2004. Poznań: Wydawnictwo Naukowe UAM.
- Karnawalizacja. Tendencje ludyczne w kulturze współczesnej H.Mamzer, J.Grad (2004) (red.) Poznań: Wydawnictwo Naukowe UAM.

Autorka artykułów:
- Zmiana jako wartość a sens obietnicy [w:] K.Zamiara (2007) (red)Czyj umysł? Krytyczne podejście do problemu podmiotowości Poznań: Wydawnictwo Naukowe UAM, s.83-101.
- Tożsamość a image [w:] M.Golka (2005) (red.) Kłopoty z tożsamością, Człowiek i Społeczeństwo nr 26, s.45-59
- Czy kod wizualny jest językiem? [w:] K.Olechnicki (red.) Ikonosfera Studia z socjologii i antropologii obrazu Nr 1/2005
- Jak wizualna reprezentacja zapośrednicza konsumpcję ciała. [w:] M.Golka (2004) (red.) W cywilizacji konsumpcji, s.65-81 Poznań: Wydawnictwo Naukowe UAM.
- Tytus Andronikus. Teatr, film czy widowisko z wartości? [w:] Człowiek i społeczeństwo nr 21/2003, s.115-129.
- Telefonia komórkowa jako przejaw makdonaldyzacji. [w:] M.Golka (2002) (red.) Od kontrkultury do popkultury ss 113-131. Poznań: Wydawnictwo Fundacji Humaniora.
- Przestrzeń i liczba a nowe wymiary zachowań. [w:] M.Golka (2001) (red.) Nowe style zachowań. ss 21-45. Poznań: Wydawnictwo Fundacji Humaniora.